# 敦煌变文字义通释
《敦煌变文字义通释》，蒋礼鸿著，於1959年由中华书局出版，在1962年经作者增订修改后重印。
敦煌变文是中国古代民间文学的重要组成部分，对后来的小说、戏曲和民间说唱文学的影响很大。此书主要以人民文学出版社出版的《敦煌变文集》为依据，将变文中某些现已不易理解的难词，加以考证和解释，不仅对读者阅读或研究变文时有帮助，而且对于诗、词、戏曲和古汉语的研究者也有参考价值，
全书分六篇：
1、释称谓。如“博士”指有技艺的人，“所由”是吏人名称。
2、释容体。如“妖桃”指美色，“丑差”指丑陋难看。
3、释名物。如“火曹”指烧焦的木头。
4、释事为。如“透”指跳；“抱”是抛。
5、释情貌。如“咳咳、该该”释为喜笑貌。
6、释虚字。这一部分词目最多。如“熠没”释为“这么、如此”。